# 黑鰭頭冑海鯰
黑鰭頭冑海鯰為輻鰭魚綱鯰形目海鯰科的其中一種，分布於亞洲印尼及馬來西亞淡水、半鹹水水域，體長可達30公分，棲息在溪流、湖泊的底層水域，屬肉食性，以小魚及甲殼類為食。

## 擴展閱讀
維基物種上的相關：黑鰭頭冑海鯰